# Atletisme als Jocs Olímpics d'Estiu de 1928 - 1.500 metres masculins
Els 1.500 metres masculins va ser una de les proves del programa d'atletisme disputades durant els Jocs Olímpics d'Amsterdam de 1928. La prova es va disputar l'1 i 2 d'agost de 1928 i hi van prendre part 44 atletes de 19 nacions diferents.

## Medallistes
| Or                | Plata                  | Bronze           |
| Harri Larva (FIN) | Jules Ladoumègue (FRA) | Eino Purje (FIN) |

## Rècords
Aquests eren els rècords del món i olímpic que hi havia abans de la celebració dels Jocs Olímpics de 1928.
| Rècord del Món | 3' 51.0" | Otto Peltzer | Berlín (GER) | 11 de setembre de 1926 |
| Rècord Olímpic | 3' 53.6" | Paavo Nurmi  | París (FRA)  | 10 de juliol de 1924   |

En la final Harri Larva va establir un nou rècord olímpic amb un temps de 3' 53.2".

## Calendari
| Data                        | Horari | Ronda      |
| --------------------------- | ------ | ---------- |
| dimecres, 1 d'agost de 1928 | 16:15  | Semifinals |
| dijous, 2 d'agost de 1928   | 15:30  | Final      |

## Resultats

### Semifinals
Els dos primers classificats de cadascuna de les sis sèries passava a la final.

#### Semifinal 1
| Pos. | Atleta         | Nació          | Temps      | Notes |
| ---- | -------------- | -------------- | ---------- | ----- |
| 1    | Hans Wichmann  | Alemanya       | 4:03.0     | Q     |
| 2    | Adolf Kittel   | Txecoslovàquia | Desconegut | Q     |
| 3    | József Marton  | Hongria        | Desconegut |       |
| 4    | Luigi Becalli  | Itàlia         | Desconegut |       |
| 5    | Guus Zeegers   | Països Baixos  | Desconegut |       |
| 6    | George Hyde    | Austràlia      | Desconegut |       |
| 7    | Józef Jaworski | Polònia        | 4:14.0     |       |
| 8    | Séra Martin    | França         | Desconegut |       |
| —    | Gerry Coughlan | Irlanda        | DNS        |       |
| —    | Joaquim Miquel | Espanya        | DNS        |       |

#### Semifinal 2
| Pos. | Atleta           | Nació         | Temps      | Notes |
| ---- | ---------------- | ------------- | ---------- | ----- |
| 1    | Herbert Böcher   | Alemanya      | 3:59.6     | Q     |
| 2    | William Whyte    | Austràlia     | 3:59.9     | Q     |
| 3    | Armas Kinnunen   | Finlàndia     | 4:01.5     |       |
| 4    | Albert Larsen    | Dinamarca     | 4:01.5     |       |
| 5    | Reidar Jørgensen | Noruega       | 4:01.6     |       |
| 6    | Jack Walter      | Canadà        | Desconegut |       |
| —    | Frédéric du Hen  | Països Baixos | DNF        |       |
| —    | Gyula Belloni    | Hongria       | DNF        |       |
| —    | Lloyd Hahn       | Estats Units  | DNF        |       |
| —    | Andreas Paouris  | Grècia        | DNS        |       |

#### Semifinal 3
| Pos. | Atleta                   | Nació          | Temps      | Notes |
| ---- | ------------------------ | -------------- | ---------- | ----- |
| 1    | Eino Purje               | Finlàndia      | 4:00.8     | Q     |
| 2    | Jules Ladoumègue         | França         | Desconegut | Q     |
| 3    | Stan Ashby               | Regne Unit     | Desconegut |       |
| 4    | Vilém Šindler            | Txecoslovàquia | Desconegut |       |
| 5    | Serafín Dengra           | Argentina      | Desconegut |       |
| 6    | Luka Predanić            | Iugoslàvia     | 4:27.0     |       |
| 7    | Pete Walter              | Canadà         | Desconegut |       |
| 8    | Jan Zeegers              | Països Baixos  | Desconegut |       |
| —    | Grigorios Georgakopoulos | Grècia         | DNS        |       |
| —    | Gábor Gyulay             | Hongria        | DNS        |       |

#### Semifinal 4
| Pos. | Atleta             | Nació        | Temps      | Notes |
| ---- | ------------------ | ------------ | ---------- | ----- |
| 1    | Paul Martin        | Suïssa       | 4:00.8     | Q     |
| 2    | Harri Larva        | Finlàndia    | 4:02.0     | Q     |
| 3    | Reg Thomas         | Regne Unit   | Desconegut |       |
| 4    | David Griffin      | Canadà       | Desconegut |       |
| 5    | Leopoldo Ledesma   | Argentina    | Desconegut |       |
| —    | Sid Robinson       | Estats Units | DNF        |       |
| —    | Antonios Mangos    | Grècia       | DNS        |       |
| —    | Georges Baraton    | França       | DNS        |       |
| —    | Ömer Besim Koşalay | Turquia      | DNS        |       |
| —    | Robert Masino      | Mònaco       | DNS        |       |

#### Semifinal 5
| Pos. | Atleta              | Nació        | Temps      | Notes |
| ---- | ------------------- | ------------ | ---------- | ----- |
| 1    | Ray Conger          | Estats Units | 4:02.6     | Q     |
| 2    | Jean Keller         | França       | 4:02.7     | Q     |
| 3    | Edvin Wide          | Suècia       | Desconegut |       |
| 4    | Otto Peltzer        | Alemanya     | Desconegut |       |
| 5    | Alex Docherty       | Canadà       | Desconegut |       |
| 6    | Reggie Bell         | Regne Unit   | Desconegut |       |
| —    | Vasilios Stavrinos  | Grècia       | DNS        |       |
| —    | Ciro Chapa          | Mèxic        | DNS        |       |
| —    | Philippe Coenjaerts | Bèlgica      | DNS        |       |
| —    | Juichi Nagatani     | Japó         | DNS        |       |

#### Semifinal 6
| Pos. | Atleta              | Nació         | Temps      | Notes |
| ---- | ------------------- | ------------- | ---------- | ----- |
| 1    | Cyril Ellis         | Regne Unit    | 4:01.8     | Q     |
| 2    | Hans-Helmuth Krause | Alemanya      | Desconegut | Q     |
| 3    | Nick Carter         | Estats Units  | Desconegut |       |
| 4    | Leo Helgas          | Finlàndia     | 4:06.0     |       |
| 5    | Danie Jacobs        | Sud-àfrica    | Desconegut |       |
| 6    | Czesław Foryś       | Polònia       | 4:11.5     |       |
| 7    | Wilhelm Effern      | Països Baixos | Desconegut |       |
| —    | Jesús Oyarbide      | Espanya       | DNS        |       |
| —    | Gurbachan Singh     | Índia         | DNS        |       |

### Final

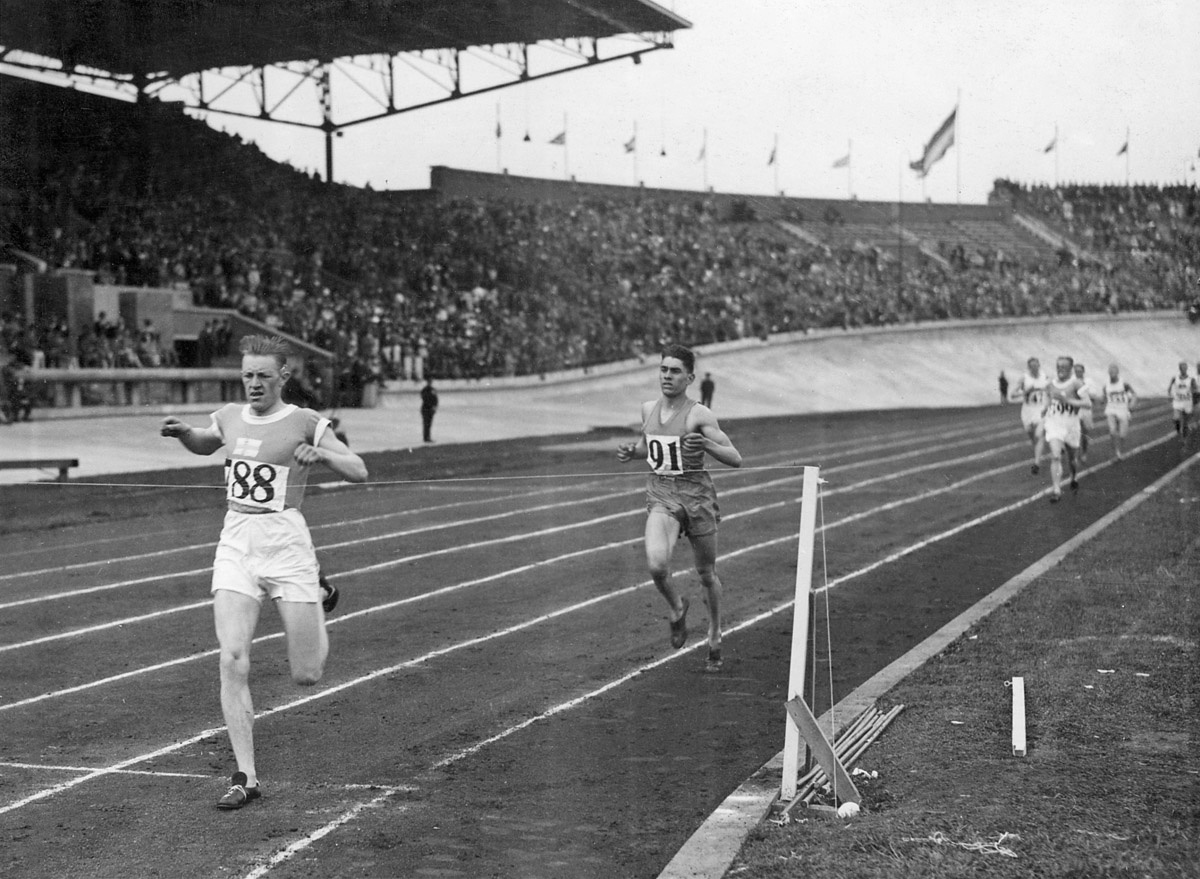
Final dels 1.500 metres: primer Harri Larva, segon Jules Ladoumègue.

| Pos. | Atleta              | Nació          | Temps      | Notes |
| ---- | ------------------- | -------------- | ---------- | ----- |
| 1    | Harri Larva         | Finlàndia      | 3:53.2     | RO    |
| 2    | Jules Ladoumègue    | França         | 3:53.8     |       |
| 3    | Eino Purje          | Finlàndia      | 3:56.4     |       |
| 4    | Hans Wichmann       | Alemanya       | 3:56.8     |       |
| 5    | Cyril Ellis         | Regne Unit     | 3:57.6     |       |
| 6    | Paul Martin         | Suïssa         | 3:58.4     |       |
| 7    | Hans-Helmuth Krause | Alemanya       | 3:59.0     |       |
| 8    | Adolf Kittel        | Txecoslovàquia | 4:00.4     |       |
| 9    | William Whyte       | Austràlia      | 4:00.4     |       |
| 10   | Ray Conger          | Estats Units   | Desconegut |       |
| 11   | Jean Keller         | França         | Desconegut |       |
| —    | Herbert Böcher      | Alemanya       | DNF        |       |